# ورق الرق

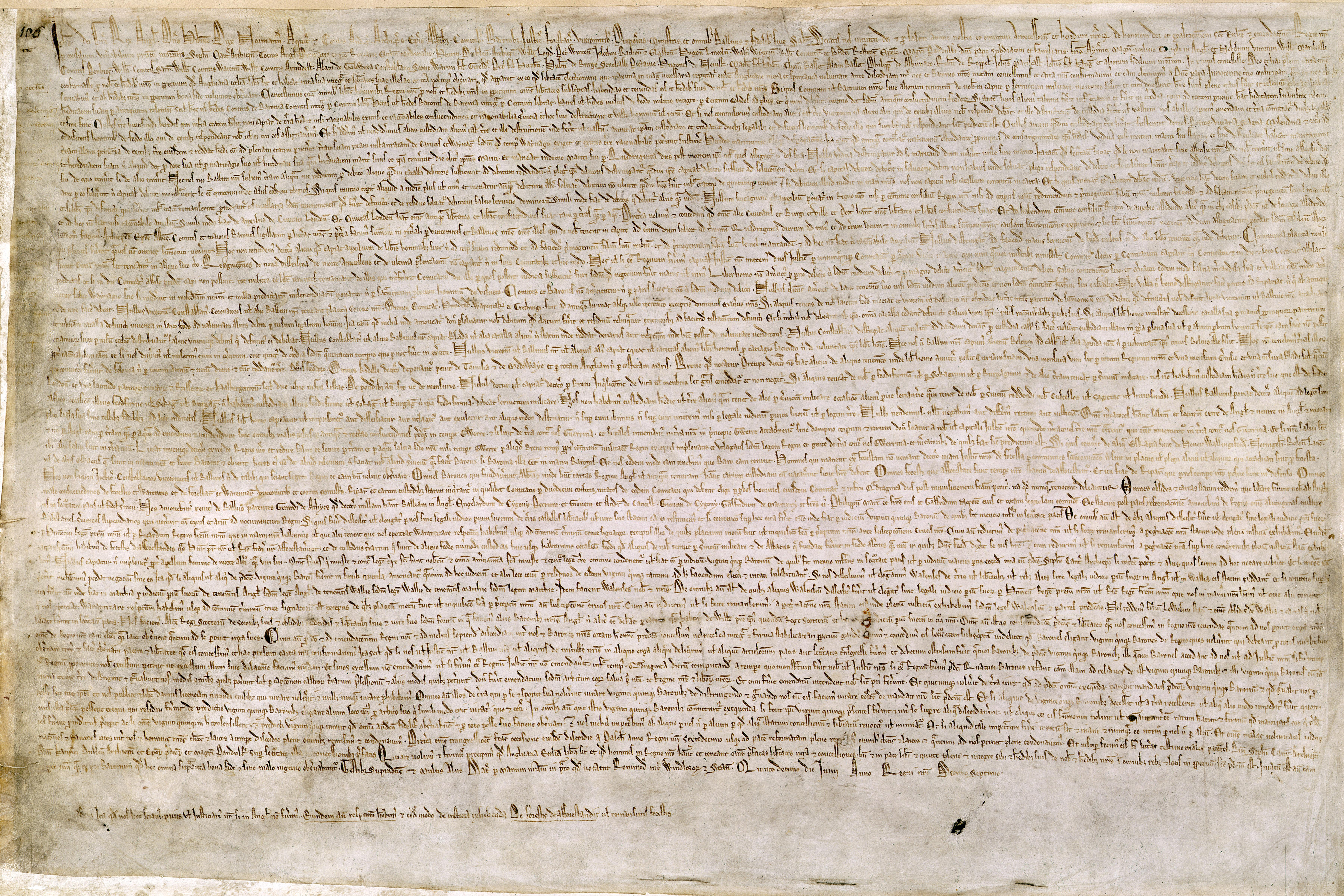
الوثيقة العظمى مكتوبة باللغة اللاتينية

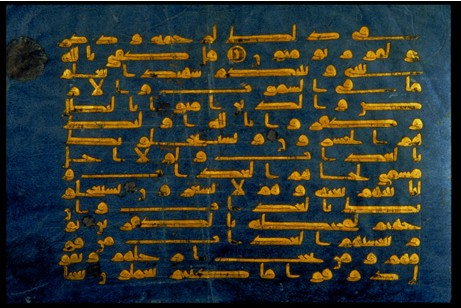
المصحف الأزرق مكتوب بماء الذهب يعود إلى القرن الرابع للهجرة

الرَّق الرَّقيق أو الرَق (بالإنجليزية: Vellum)‏ (مشتق من الكلمة اللاتينية vitulinum معناها "مصنوعة من عجل"، والكلمة الفرنسية القديمة vélin والتي معناها "العجل") كثيرا ما يشير إلى البرشمان المصنوع من جلد العجل، مقابلة لما يصنع من الحيوانات الأخرى، حيث يتم تحضيره للكتابة أو الطباعة عليه، أو لإنتاج صفحة واحدة، أو مخطوطات، أو أسفار أو كتب.
يستخدم مصطلح الرق في بعض الأحيان بمعنى أعم يشير إلى البرشمان ذو الجودة العالية والمصنوع من مجموعة متنوعة من جلود الحيوانات.
بصفة عامة فإن الرق سلس ومتين، على الرغم من وجود اختلافات كبيرة اعتمادا على إعداد ونوعية الجلد، وتشمل صناعة الرق التنظيف والتبييض، والشد على إطار، وكشط الجلد بسكين على شكل هلال.ولعمل رق مشدود فإنه يحدث تناوب بين الكشط والترطيب والتجفيف. ويمكن تحقيق الخطة الأخيرة من خلال كشط السطح بالخفاف، ومعالجته بمستحضرات الجير أو الطباشير لجعله قابل للكتابة أو الطباعة.
ورق الرق الجديث يصنع من مادة اصطناعية مختلفة تماما، ويستخدم لمجموعة متنوعة من الأغراض، بما في ذلك الخطط والرسومات الفنية، والمخططات.

## الرق في القرآن
ذُكرتْ كلمة الرَّقّ : ( بفتح الراء بعدها قاف مشددة ) مرة واحدة في سورة الطور {والطور وكتاب مسطور في رَقٍّ منشور}، والرَّقّ هو الصحيفة تتخذ من جلد مُرَقّق أبيض ليكتب عليه، والمنشور : المبسوط، أي : أُقْسِمُ بحال نشر الرَّقّ لقراءته وهي أشرف أحواله ؛ لأنها حالة حصول الاهتداء به للقارئ والسامع.